# Río Tíjaya Sosná
El río Tíjaya Sosná (en ruso: Тихая Сосна) es un río localizado en la parte meridional de la Rusia europea, uno de los afluentes del río Don en su curso alto. Su longitud total es de 161 km y su cuenca drena una superficie de 4350 km².
Administrativamente, el río discurre por el óblast de Bélgorod y el óblast de Vorónezh de la Federación de Rusia.

## Geografía
El río Tíjaya Sosná tiene su fuente en la parte meridional del óblast de Bélgorod, muy próximo al curso del río Oskol y cerca de la localidad de Volokonovska, unos 90 km al oeste de la ciudad de Bélgorod (337 030 hab. en 2002). El río discurre siempre en dirección Noreste, pasando cerca de Zasosna y Biryuch (8079 hab.), para recibir luego por la izquierda al río Userdec. Sigue por Alexeyevka (39 312 hab.), la ciudad más importante de su curso, y al poco entra por la parte centrooccidental en el óblast de Vorónezh. Pasa por Ostrogozhsk (34 585 hab.) y desemboca poco después en el río Don por la derecha, a unos 20 km aguas arriba de la ciudad de Liski (55 893 hab.).
El río Tíjaya Sosná es alimentado principalmente por el deshielo. Está congelado de mediados de diciembre hasta finales de marzo/principios de abril, con una subida muy importante de sus aguas en abril y mayo.